# شهرستان اجمیادزین
شهرستان اجمیادزین (ارمنی: Էջմիածնի շրջան) یکی از سی و هفت شهرستان  در تقسیم‌بندی جمهوری شوروی سوسیالیستی ارمنستان بود. مرکز این شهرستان واغارشاپات بود. طبق سرشماری سال ۱۹۸۷ میلادی جمعیت آن بالغ بر ۷۹٬۵۰۰ تن و مساحت آن ۸۷۰ کیلومتر مربع بود. 

## مناطق مسکونی
- آکنالیج
- آکناشن
- آغاوناتون
- آمبرد، آرماویر
- آیگک
- آیگشات، واغارشاپات
- آپاگا
- آراتاشن
- آراگاتس، آرماویر
- آراکس، واغارشاپات
- آرشالویس
- آرتیمت
- آرواشات
- باقرامیان، واغارشاپات
- گغاکرت
- گای، ارمنستان
- گریبادوف، ارمنستان
- داشت، ارمنستان
- دوغس
- تایرو
- لرنامردز
- لوساگیوغ، آرماویر
- خورونک
- تساغکالانج
- تساغکونک، گغارکونیک
- تسیاتسان
- هایتاغ
- هایکاشن، ارمنستان
- هووتامج
- متسامور (روستا)
- مردزاوان
- مرگاستان
- موسی‌لر
- نوراکارت
- شاهومیان، آرماویر
- مرغداری شاهومیان
- ووسکهات، آرماویر
- پتغونک
- جراربی
- جرارات
- تارونیک
- پاراکار
- فریک، ارمنستان